# Rennia Davis
Pour les articles homonymes, voir Davis.
Rennia Davis, née le 24 février 1999 à Jacksonville, en Floride, est une joueuse professionnelle américaine de basket-ball évoluant au poste d'arrière.

## Biographie

### Jeunesse et formation
Rennia Davis est née à Jacksonville, en Floride, où elle a fréquenté l’école secondaire Ribault. Elle a participé au McDonald’s All-American,.
Elle rejoint l’université du Tennessee, où elle a obtenu une moyenne de 15,4 points et huit rebonds en quatre ans avec les Volunteers du Tennessee. Elle a été titulaire 116 matchs sur 118 matchs qu’elle a jouées.
Lors de sa première saison universitaire (saison 2017-2018), elle termine la saison avec 33 matchs joués, dont 32 comme titulaire, pour 12 points et 7,6 rebonds de moyenne par match et est nommée dans la SEC All-Freshman Team (meilleure équipe rookie de la saison). Durant la saison 2018-2019, elle finit avec, en moyenne, 14,9 points et 7,7 rebonds. Elle termine également avec le meilleur taux de réussite aux lancers francs, 8e au nombre de rebonds et 12e meilleure marqueuse de la ligue. Durant la saison 2019-2020, elle tourne avec des moyennes par match de 18 points et 8,2 rebonds. Enfin, pour sa dernière saison universitaire, elle finit avec 17,3 points et 8,8 rebonds. Elle est nommée pour le Senior CLASS Award en 2021.
En avril 2021, elle se déclare candidate pour la draft WNBA.

### En WNBA
Rennia Davis est sélectionnée en 9e position lors de la draft WNBA 2021 par le Lynx du Minnesota et devient la 43e joueuse des Volunteers à être draftée et la 14e à faire un top 10, la plus haute depuis Diamond DeShields en 2018,.
Elle se blesse à la cheville en mai 2021, juste avec le début de la saison et manque l'intégralité de la saison WNBA 2021.
En mai 2022, elle est coupée par le Lynx avant le camp d'entraînement. Elle est réintégrée quelques jours plus tard en raison de la clause de Hardship dans son contrat qui permet à l'une des deux parties d'ouvrir de nouvelles négociations autour du contrat. Elle dispute finalement un match avec le Lynx face au Fever de l'Indiana le 11 mai 2022 avec 2 points inscrits en 3 minutes de jeu. Le lendemain, elle est définitivement libérée par le Lynx.
Le 15 juillet 2022, elle s'engage avec le Fever de l'Indiana pour le reste de la saison WNBA 2022. Elle dispute sept matchs avec le Fever pour une moyenne par match de 1,1 points.
Elle est coupée par le Fever en mai 2023 durant le camp d'entraînement.
Le 2 février 2024, elle s'engage avec le Sun du Connecticut pour leur camp d'entraînement du mois de mai. Elle est coupée le 5 mai 2024.

### Hors WNBA
En décembre 2021, elle s'engage avec les Sydney Flames dans le championnat australien. Après avoir disputé seulement trois matchs pour une moyenne de 12 points, elle rejoint le club d'Elitzur Holon en Israël au mois de février 2022. Elle dispute neuf matchs pour des moyennes de 23,1 points et 13,8 rebonds.
En juillet 2022, elle s'est engagée avec Beşiktaş JK après une passage avec les Panteras BK au Mexique.
En juin 2022, elle s'engage avec Landerneau Bretagne Basket dans la Ligue féminine de basket pour la saison 2022-2023. Elle dispute son premier match de championnat le 29 octobre 2022 face à Tarbes Gespe Bigorre avec un double-double, 13 points et 10 rebonds en 33 minutes de jeu. Elle dispute 17 matchs de championnat pour une moyenne de 14,8 points et un match de playoffs mais quitte le club fin mars, avant la fin de la saison, pour rejoindre le camp d'entraînement du Fever.
En septembre 2023, elle s'engage avec le VBW Arka Gdynia en Pologne pour la saison 2023-2024. En février 2024, elle inscrit 32 points face à Basket 25 Bydgoszcz, permettant à son équipe de s'assurer une place pour les playoffs du championnat. Elle dispute dix matchs d'EuroCoupe pour une moyenne de 18,6 points par match.
En septembre 2024, elle retourne en Pologne en s'engageant avec le MKS Polkowice pour la saison 2024-2025 après avoir fini la saison précédente au Mexique avec les Panteras BK.
Mi février 2025, elle quitte la Pologne pour rejoindre la Chine et le club des Wuhan Shengfan.

## Palmarès et Distinctions

### Palmarès
Néant.

### Distinctions personnelles
- McDonald’s All-American Team (2017).
- Jordan Brand Classic (2017).
- MaxPreps First-Team All-American (2017).
- WBCA Honorable Mention All-American (2017).
- Naismith Honorable Mention All-American (2017).
- Florida Gatorade Girls Player of the Year (2017).
- Florida Miss Basketball (2017).
- 4x FABC 4A All-State First Team (2014, 2015, 2016, 2017).
- 2x SEC Freshman of the Week (28/11/2017, 13/02/2018)
- VOLSCARS Female Rookie of the Year (2018)
- SEC All-Freshman Team (2018)
- 3x WBCA All-America Honorable Mention (2019, 2020, 2021)
- Coaches All-SEC Second Team (2019)
- AP All-SEC Second Team (2019)
- SEC Academic Honor Roll (2019)
- Junkanoo Jam MVP (2019)
- Junkanoo Jam All-Tournament Team (2019)
- SEC Academic Honor Roll (2020)
- Chancellor's Honors - Extraordinary Academic Achievement Award (2020)
- VOLeaders Academy (2020)
- Tennessee Sports Writers Association Women's College Basketball Player of the Year (2021)
- SEC Academic Honor Roll (2021)
- Senior CLASS Award Winner (2021)
- World Exposure Report All-America Honorable Mention (2021)
- 2x USBWA, AP All-America Honorable Mention (2020, 2021)
- 2x Coaches All-SEC First Team (2020, 2021)
- 3x College Sports Madness SEC Player of the Week (18/11/2019, 3/01/2020, 21/12/2021)
- Senior CLASS Award (2021)
- All-French LFB Honorable Mention (2023)

## Statistiques

### En universitaire
| Gras/Meilleures performances | [ 28 ] |

| Saison                    | Équipe                    | MJ  | M5  | Min  | %T   | %3   | %LF  | Rb  | PD  | Int | Ctr | BP  | F   | Pts  |
| ------------------------- | ------------------------- | --- | --- | ---- | ---- | ---- | ---- | --- | --- | --- | --- | --- | --- | ---- |
| 2017-2018                 | Volunteers du Tennessee   | 33  | 32  | 29,4 | 48,3 | 32,9 | 74,0 | 7,6 | 1,7 | 1,1 | 0,3 | 2,1 | 2,5 | 12,0 |
| 2018-2019                 | Volunteers du Tennessee   | 31  | 30  | 32,2 | 45,8 | 37,0 | 85,6 | 7,7 | 1,4 | 1,3 | 0,3 | 2,7 | 2,6 | 15,0 |
| 2019-2020                 | Volunteers du Tennessee   | 30  | 30  | 31,9 | 46,9 | 29,6 | 80,2 | 8,2 | 2,5 | 0,9 | 0,5 | 2,5 | 2,2 | 18,0 |
| 2020-2021                 | Volunteers du Tennessee   | 24  | 24  | 32,2 | 48,0 | 26,0 | 85,3 | 8,8 | 2,3 | 0,9 | 0,3 | 2,1 | 1,9 | 17,3 |
| Total : moyenne par match | Total : moyenne par match |     |     | 31,3 | 47,2 | 31,4 | 81,6 | 8,0 | 2,0 | 1,1 | 0,4 | 2,3 | 2,3 | 15,4 |
| Totaux                    | Totaux                    | 118 | 116 | 3699 | 697  | 113  | 310  | 947 | 231 | 125 | 44  | 276 | 274 | 1817 |

### En WNBA
| Gras/Meilleures performances | [ 29 ] |

| Saison                    | Équipe                    | MJ             | M5             | Min            | %T             | %3             | %LF            | Rb             | PD             | Int            | Ctr            | BP             | F              | Pts            |
| ------------------------- | ------------------------- | -------------- | -------------- | -------------- | -------------- | -------------- | -------------- | -------------- | -------------- | -------------- | -------------- | -------------- | -------------- | -------------- |
| 2021                      | Lynx du Minnesota         | DNP (blessure) | DNP (blessure) | DNP (blessure) | DNP (blessure) | DNP (blessure) | DNP (blessure) | DNP (blessure) | DNP (blessure) | DNP (blessure) | DNP (blessure) | DNP (blessure) | DNP (blessure) | DNP (blessure) |
| 2022                      | Lynx du Minnesota         | 1              | 0              | 3,0            | 100            | -              | -              | 0              | 0              | 0              | 0              | 1,0            | 0              | 2,0            |
| 2022                      | Fever de l'Indiana        | 7              | 0              | 5,7            | 33,3           | 0              | -              | 1,1            | 0,1            | 0,3            | 0              | 0,4            | 0,4            | 1,1            |
| Total : moyenne par match | Total : moyenne par match |                |                | 5,4            | 38,5           | 0              | -              | 1,0            | 0,1            | 0,3            | 0              | 0,5            | 0,4            | 1,3            |
| Totaux                    | Totaux                    | 8              | 0              | 43             | 5              | 0              | -              | 8              | 1              | 2              | 0              | 4              | 3              | 10             |